# Cantone di Campoloro di Moriani
Il Cantone di Campoloro di Moriani (in francese canton de Campoloro-di-Moriani, in corso cantone di Campoloru di Moriani) era una divisione amministrativa dell'arrondissement di Corte.
Ha fatto parte dell'arrondissement di Bastia fino al 1º gennaio 2010 quando è passato all'arrondissement di Corte, insieme ad altri tre cantoni.
A seguito della riforma approvata con decreto del 26 febbraio 2014, che ha avuto attuazione dopo le elezioni dipartimentali del 2015, è stato soppresso.
I 9 comuni facenti parte prima della riforma del 2014 erano:
- Cervione
- Sant'Andrea di Cotone
- San Giovanni di Moriani
- San Giuliano
- Santa Lucia di Moriani
- Santa Maria Poggio
- San Nicolao
- Santa Reparata di Moriani
- Valle di Campoloro